# 복제 (생물학)
생물학에서 복제(複製)란 자연 상태의 생물 개체가 자신과 동일한 개체를 생산하는 것(무성 생식)을 뜻한다. 생물 공학에서 말하는 클로닝이란 DNA 조각이나 세포, 유기체를 복제하는 과정을 의미하며, 생물 복제, 생명 복제는 특별히 후자를 이른다. Clone이라는 말은 그리스어로 줄기, 가지를 뜻하는 κλῶνος에서 유래했는데, 잔가지를 이용해 꺾꽂이를 하는 전통적인 복제 방법을 뜻한다. 원예학에서는 20세기까지도 clone이라는 단어를 사용했다. 한편 '클로닝'은 복제 분기의 의미로 컴퓨터 프로그래밍이나 소프트웨어에서도 종종 쓰이는 단어이기도 하다.

## 줄기세포
줄기세포란 인간의 몸을 구성하는 서로 다른 세포나 장기로 성장하는 일종의 모세포로 간(幹)세포라 불리기도 하는데 이 줄기세포에는 사람의 배아를 이용해 만들 수 있는 ‘배아줄기세포(복수 기능 줄기세포)’와 혈구 세포를 끊임없이 만드는 골수세포와 같은 ‘성체줄기세포(다기능 줄기세포, 만능 세포)’가 있다. 즉, 줄기 세포는 우리 몸을 구성하는 모든 세포나 조직의 근간이 되는 세포로서 인체 내 210여 가지의 세포로 분화할 수 있는 만능세포이다. 줄기세포는 간이나 심장 등 장기를 형성하기 직전 단계의 세포로서 커다란 나무줄기가 잔가지를 뻗어내듯이 몸을 구성하는 모든 세포로 분화될 수 있는 세포라는 뜻에서 줄기라는 이름이 붙었다.

#### 배아줄기세포
줄기세포는 성체줄기세포와, 유도만능줄기세포(iPS), 배아줄기세포로 나뉜다. 성체줄기세포는 신체 각 부위에 존재하며, 유도만능줄기세포는 일반세포에 존재하는데 이 중 배아줄기세포는 정자와 난자가 만나면 수정란이 된다. 14일이 안된 배아기의 줄기세포로 모든 신체 장기로 분화해 성장하는 ‘만능세포’다. 수정란이나 태반을 통해서만 구할 수 있다. 일정 조건 하에서 배아줄기세포를 실험실에서 배양하면, 배아줄기세포는 분화되지 않은 상태를 유지한다. 그러나 배아줄기세포가 서로 뭉쳐서 자라도록 방치하면 배아 모양의 세포덩어리를 형성하게 되고, 배아줄기세포는 스스로 분화하기 시작한다.배아줄기세포는 이론상 인체의 손상된 조직이나 세포와 대체돼 그 기능을 회복시킬 수 있지만 '배아줄기세포를 인간으로 볼 것인가?'라는 문제 때문에 현재까지 배아줄기세포가 인체에 적용된 예는 보고된 바 없다.

#### 성체줄기세포
뼈와 간, 혈액 등 장기의 세포로 분화되기 직전의 원시세포는 성체줄기세포라 한다. 제대혈(탯줄 혈액)이나 어른의 골수와 혈액, 태반에 들어있다. 배아줄기세포와 달리 이미 성장한 조직에서 추출한다. 수정 후 3~5일된 상실기의 배아 내부에는 내세포괴로 불리는 30~40개의 세포가 있는데 이 세포가 증식한 후 수 백만 개의 분화된 세포로 태아의 몸을 구성하면서 심장, 폐, 피부, 뼈 등 태아의 몸을 만들어 가게 된다.

## 생물 복제

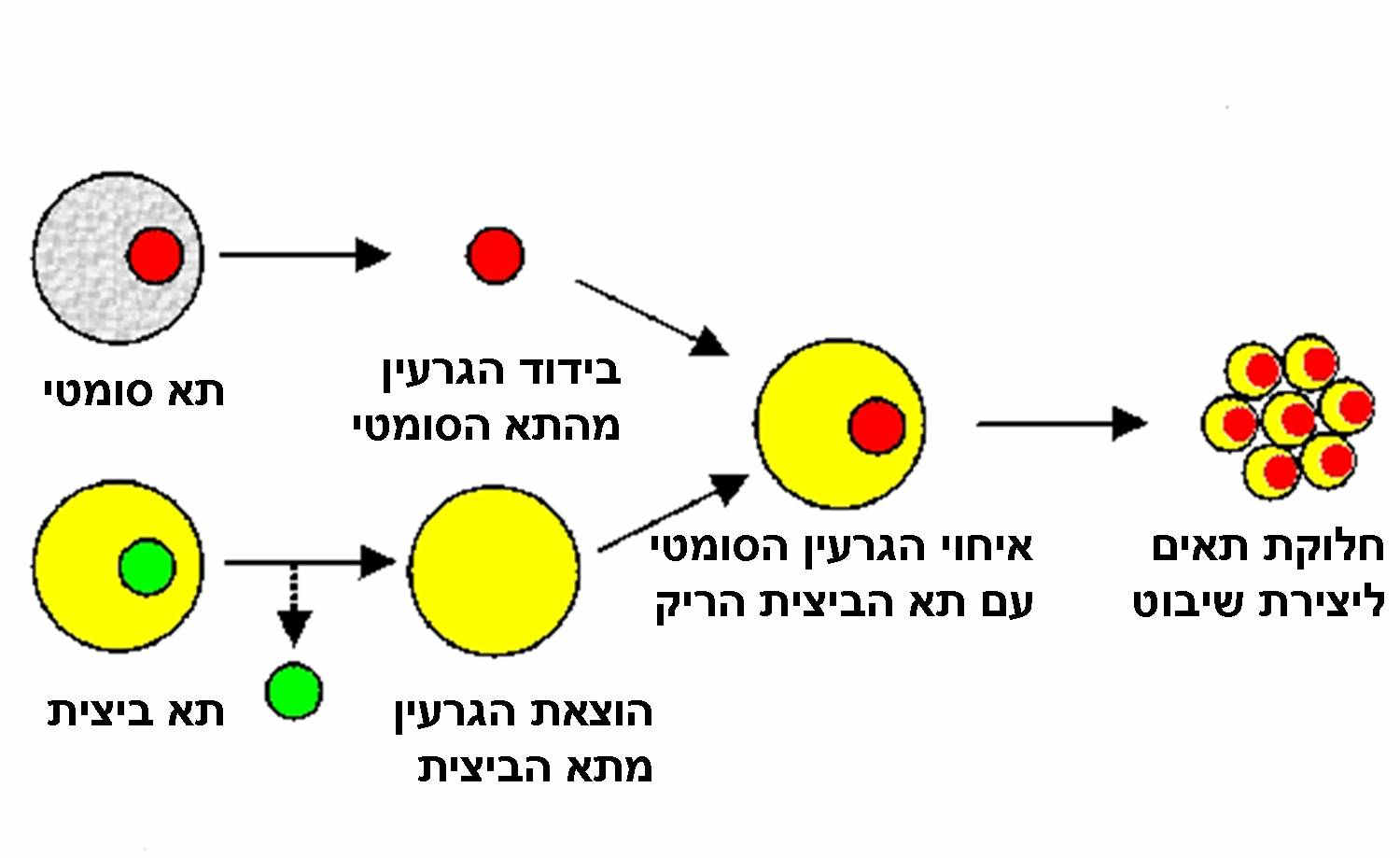

생물 복제 또는 생명 복제란 체세포 핵이식 또는 수정란 분할 등의 방법으로 유전 정보가 같은 생명체를 복제하는 것이다. 생명 복제는 1996년 말 영국의 월머트 박사가 체세포 복제술을 이용해 양 '돌리'를 탄생시킨 이후 국내에서도 1999년 2월 세계 5번째로 서울대 황우석교수가 젖소 복제에 성공하였다. 2000년 8월에는 황우석 교수가 인간 체세포를 이용한 복제 실험에서 배반포 단계까지 배양하는 데 세계 처음으로 성공하였는데 시민단체들은 황 교수가 사회적 합의가 이루어지지 못한 인간배아 복제를 시도하였다고 강력히 비난하였다.
이처럼 생명 복제 기술이 발달함에 따라 윤리 문제가 제기되어 2000년 대한민국 정부는 인간 복제의 허용여부 및 범위, 인간 유전정보 보호 등 생명공학 윤리 문제를 다루도록 하기 위해 인문·사회과학계, 생명공학계, 의학계, 시민단체·종교계 5명씩 모두 20명으로 구성된 생명윤리자문위원회를 발족했다.

### 생명 복제의 역사
100여 년 전 동물의 태아를 이용한 복제가 처음 시도되었다. 1902년 독일의 슈페만은 도롱뇽의 수정란이 두 개의 세포로 분리되는 순간, 갓난아기의 머리카락을 이용하여 수정란을 나누어 유전적으로 똑같은 두 도롱뇽을 길러냈다. 1952년에는 미국의 브릭스와 킹이 개구리 수정란의 핵을 제거하고 개구리 태아에서 추출한 핵을 넣어 올챙이로 성장시켰다. 1962년 영국의 거든은 개구리의 난자에서 핵을 제거하고 다른 올챙이 창자 세포의 핵을 이식해 다수의 복제 개구리를 만드는 데 성공했다. 포유류가 아닌 동물에서 체세포복제에 성공한 첫 사례다. 포유류에서는 성공하지 못하다가 미세 조작 기술을 이용한 배아 세포의 분리, 핵 제거 및 치환 기술이 발달함에 따라 생식세포 복제가 가능해졌다. 수정란을 나눠 배양해 대리모의 자궁을 빌려 복제동물을 출산하는 기술은 생쥐(1981년), 면양(1986년), 토끼(1988년), 소와 돼지(1989년) 등에서 성공했다. 1996년 7월 5일, 첫 번째 사례는 영국의 윌머트와 캠벨이 체세포 유전자를 이용해 복제양 돌리를 탄생시켰다. 세계 최초의 생식세포가 아닌 체세포를 이용한 포유동물 복제다. 윌머트 박사는 6년생 암양의 유방 세포에서 핵을 꺼내 다른 양의 미수정란에 있는 핵을 제거하고 그 자리에 넣었다. 이를 대리모의 자궁에 이식해 태어난 게 돌리다. 하지만 난자를 제공한 양과 체세포를 제공한 양이 달라 각기 다른 미토콘드리아 DNA가 혼합돼 엄밀한 의미의 ‘완전 복제’로 볼 수 없다. 이후 미국에서는 생쥐를, 일본과 뉴질랜드에서는 소를 복제했다. 인간의 배아복제가 시도된 것은 1993년이다. 조지 워싱턴 대학의 홀 교수팀은 17개의 배자를 인공적인 방법을 사용하여 48개로 복제해냈다. 1998년 세계 최초로 위스콘신대 톰슨 박사팀이 인공수정을 하고 남은 배아에서, 존스홉킨스대의 기어하트 교수팀이 유산된 태아의 성체세포에서 각각 인간 배아줄기세포를 추출해 냈다.

### 생명복제의 방법
복제라는 것은 동일한 유전자를 가진 세포덩어리(완전히 같은 유전자를 가진개체를 클로닝이라 칭한다)를 말하는 것이므로, 일반적으로 유성생식을 통하여 자손을 낳을경우 부모의 유전자를 반반씩 가지고 태어나기에 유전자가 부모와 완전히 같을 수는 없다. 핵이식 기술을 이용하면, 유전자적으로 같은 개
체를 복제할 수 있다. 이는 복제하고자 하는 개체의 체세포나, 수정란의 핵만 추출하여, 핵을 제거한 미수정란에 이식, 융합, 활성화하여 대리모에 착상
을 통해 태어나게 된다. 이렇게 태어난 클로닝의 경우 대리모의 유전자와는 관계없이 핵을 제공한 개체와 100% 같은 유전형질을 가지게 된다. 이와같이
비교적 인위적이고, 화학적인 기술이 많이 첨가되지 않은 핵이식 기술이지만, 실제 성공률은 10% 미만으로 낮은 편이고, 대리모 착상과정에서 유산 및
기형의 발생여부와 같은 위험성을 내포하고 있다. 한편, 핵이식의 기술 외에도 할구복제, 형질전환 복제 방법으로도 클로닝을 복제할 수 있다. 할구복제
의 경우 수정란의 분열기중 배반포에 이르는 시점에 각각의 할구를 분리하여 이식 및 활성화를 통해 복제개체를 만드는 기술이다. 또한 형질전환 복제방
법의 경우, 필요로 하는 유전형질을 투입 및 제거를 통해 원하는 형질을 가진(또는 없는) 변환된 핵을 이식하여 복제개체를 만들어내는 기술이다,

### 체세포 복제
체세포 복제란 핵을 제거한 난자에 환자의 체세포에서 추출한 핵을 이식해 얻은 배아로부터 줄기세포(어떤 기관으로도 분화할 수 있는 원시세포)를 추출하는 것이다. 이는 면역 거부 반응이 없고 분화가 잘 된다는 장점이 있으나 인간복제로 이어질 가능성과 다량의 인간 난자 사용에 따른 윤리적 문제가 제기되고 있다.

### 개인적 기능

#### 순 기능
생명 복제 기술을 이용하면 세계의 수많은 환자들을 치료할 수 있다. 병에 걸렸거나 손상된 장기를 대신하여 다른 사람의 장기를 이식하거나 인공 장기를 개발하여 대체하는 것은 다른 의료 기술로는 치료할 수 없는 환자들에게는 마지막 희망이다. 예를 들어, 생명 복제 기술은 현재 많은 사람들이 겪고 있는 불임이라는 짐을 덜어줄 수 있다. 즉, 난자가 없는 여성이나 정자가 없는 남성들도 자신들과 생물학적 혈연관계가 있는 자손을 낳을 수 있기 때문이다. 임신성공률을 높이기 위해, 핵 이식이나 배 분할 과정을 이용할 수도 있지만 불임 때문에 고통받는 수많은 사람들에게는 희망적인 기술이다. 또한 부부 중 한쪽이 심각한 유전병을 앓고 있을 때, 그 병을 자손에게 물려줌이 없이 번식할 수 있게 해준다. 지금도 기증된 정자나 난자를 이용하면 인간 복제를 이용하지 않고서도 그런 유전적 위험 정도는 피할 수 있지만 그것은 아이에게 제3자의 유전자를 도입하는 것이기 때문에 차라리 인간 복제가 더 낫다고 생각하는 부부도 있을 수 있다. 따라서 인간복제는 유전병이 자손에게 이어지는 것을 막는 합리적인 수단이 될 수도 있다.

#### 역 기능
생명복제는 특히, 인간 복제는 뒤늦게 태어난 쌍둥이에게 심리적 압박감과 피해를 줄 것이다. 앞서 태어난 쌍둥이의 운명을 미리 알았을때, 정신적으로 나쁜 영향을 미칠 수도 있다.

### 사회적 기능

#### 순 기능
생명 과학의 발달로 생명체가 지닌 유전자들이 모두 재생 활용이 가능해지고 있다. 따라서 멸종한 생물이라도 표본만 있으면 필요한 유전자를 뽑아 살아 있는 생물에 주입하여 그 유전자가 만드는 새로운 물질을 얻을 수 있다. 이로써 생물 자원의 사회적 이용 가치는 거의 무한하다고 할 수 있다.실제로, 2007년에 이슈화되었던 1만년전 빙하시대 이후 멸종된 매머드의 발견되었던 사건은, 피부와 털들까지도 비교적 온전한 상태이기에, 매머드의 DNA를 이용하여 멸종된 매머드를 재현하는 연구 또한 가능하다. 때문에 이 매머드는 일본의 도쿄대학으로 보내졌고 이를 통해 매머드의 DNA로 코끼리의 난자속에 주입시키고 이에 대해 부분적 매머드의 재현 또한 기대되고 있다. 또한 생명 복제 기술은 위대한 재능, 천재성, 인격 등 귀감이 될 만한 품성을 지닌 개인을 복제하는데 사용될 수 있다. 하지만 유전자 결정론, 즉 개인의 유전자가 그 개인이 어떤 인물로 자라고 무엇을 행하며 무엇을 성취할 것인지
를 전적으로 결정한다는 혼란스럽고 틀린 가정에 크게 의존하고 있다.

#### 역 기능
생명 복제는 개인의 가치를 떨어뜨리고 인간적인 삶의 존엄성을 훼손할 수 있다. 생명 복제는 인간을 대체 가능한 존재로 생각하게 함으로써 우리가 인간의 삶에 부여해온 가치와 존엄성을 훼손할 것이다. 생명 복제는 인간을 공장에서 제작될 수 있는 것 또는 '손으로' 제작될 수 있는 것으로 여겨지게 함으로써, 개인의 가치나 존엄성을 훼손하는 결과를 낳는다는 것이다.비슷한 예로,「멋진 신세계」(1932)에서 올더스 헉슬리(Aldous Huxley)는 생명 복제는 정부나 다른 집단에 의해 비도덕적·착취적 목적으로 사용될 수 있음을 보여주었다. 인간을 한정된 능력과 조건을 지니도록 인위적으로 가공함으로써, 사회에 필요한 천한 일을 행복한 마음으로 할 사람들을 복제한다는 상상을 했다. 창조될 사람들을 고르고 통제하는 기준은 창조되는 사람들의 이익이 아니라, 사회의 이익과 그들을 창조하는데 드는 비용이다. 그뿐만 아니라 번식과 양육도 개인의 이익과는 상관없이 이루어진다. 인간 복제를 그런 목적으로 사용하는 것은 클론을 오직 타인의 이익을 위한 수단으로 착취하는 것이며, 클론이 완전한 도덕적 개인으로서 지니고 있는 평등한 도덕적 가치와 존엄성을 침해하는 것이다.

### 논란
인간의 생명의 시작에 대한 견해는 수정설, 착상설(14일 전후), 뇌기능설(60일), 체외생존능력설(28주), 분만설 등이 있다. 생물학적 관점에서는 인간 생명은 수정 이후라는 입장을 견지한다. 인간의 생명은 정자와 난자가 만나 수정란이 만들어지면서 시작된다는 의견인데 이는 수정란, 배아, 태아 모두 인간이 될 잠재적 가능성이 있기 때문에 인간이라는 관점이다. 그러나 수정은 어느 한순간에 이루어지는 사건이 아니다. 정자에 있는 유전자가 난자의 유전자와 결합하기까지는 약 48시간이 걸리는데, 유전적으로 결합하기 전까지의 이 48시간 중 생명의 시작을 어느 시점으로 보아야 하는지에 대한 논란도 있다. 또한 수정란은 배아 단계 이전의 경우로 배아로 발생하는 모든 정보를 다 갖고 있다고 말하기는 어렵다. 하지만 그렇다 할지라도 수정란, 배아, 태아가 인간 생명과 비교하여 가치에 차이가 있다고 하여 이를 희생시켜서 인간 생명을 연장시키는 것이 옳은 일이라고 말할 수는 없다. 이를 극단적으로 발전시키면 인간 생명을 연장시키기 위해 태아의 장기를 추출하는 것도 합리화할 수 있기 때문이다.
인간의 발달과정은 결코 선명한 경계선이 없는 연속적인 과정이어서 어떤 경계선을 긋는 임의적인 행위는 비윤리적이라는 ‘연속성’의 논거로 반대하는 입장도 있다.즉 첫 번째 논란 주제에서 반대론자들이 생명의 전배아 단계와 배아, 태아, 어린아이 및 성인간의 연속성을 주장하는 반면에, 찬성론자들은 전배아 단계와 이 후 단계인 배아, 태아 어린아이 및 성인간의 불연속성을 기초한다.
두 번째 논란이 되는 사항은 난자공여의 윤리적 문제에 관한 것이다. 연구를 위한 난자채취과정은 불임, 뇌졸중, 난소암 등 여성의 건강에 심각한 위해를 입힐 수 있을 뿐 아니라, 난자 매매 시장의 가능성을 우려하는 입장도 있다.
세 번째 주요 논란은 생명 복제 연구의 진행 유무에 관한 것이다. 이는 위의 두 가지의 논란이 해결될지라도 여전히 계속될 것이다.
찬성측은 생명공학자들로 하여금 배아실험을 인간의 존엄성을 훼손하지 않는 범위 내에서 진행 하도록 하여야 한다는 것을 전제로 한다. 이 주장의 내부에는 복제의 역사는 동물을 통해서만 행해져온 것이 주지의 사실이며 무분별한 인간복제로 이어질 가능성은 희박하다고 주장한다. 1952년 미국의 브릭스와 킹 박사가 개구리 수정란 할구핵을 다른 개구리의 난자에 주입하여 배발생을 유도하는 데 성공한 이래, 많은 연구와 기술의 진보가 있었으며 우리나라에서도 생명과학의 눈부신 발전이 있었으나 이것이 곧바로 인간복제로 이어진다는 것은 지나치게 부정적인 예측이라고 주장한다.
반면 계속되는 배아연구는 결국 치명적인 결과 앞에 타협점을 제시하게 될 것이라고 예측하여 반대하는 쪽이 있다. 이 타협이란 난치병 치료목적의 배아복제를 허용하는 것이며 이는 생식목적의 복제로 이어지는 결과를 초래할 것이라고 주장한다.이는 인간의 생명에 관한 일은 생명자체와 무관한 ‘연구의 자유’, ‘치료의 권리’ 등의 여타 이익과는 저울질할 수 없다는 것에 전제를 두고 있다.

### 국가별 연구 예

#### 미국
미국에서의 줄기 세포 연구는 부시 전 미 대통령 시절에 중단되었었지만 2009년 3월 미국의 오바마 대통령은 줄기세포 연구에 연방정부의 재정지원까지 허용하며 줄기세포 연구를 재개시켰다.실례로 캘리포니아 주의 경우 배아줄기세포 연구에 10년간 3억달러의 예산을 배정하였다. 관련 법안으로는 1997년 국가생명윤리자문위원회(NBAC)에서 복제된 배아를 이식하는 행위는 금지해야 한다는 인간복제금지법안을 미 정부에 건의했지만 부결되었었다.미국의 생명공학 벤처 어드밴스드 셀 테크놀로지인 매사추세츠주 우스터의 ACT는 2001년 11월 25일 세계 최초로 인간배아 복제를 성공하여 많은 논란을 가지고 왔다.2008년의 경우 이미 배아줄기세포를 이용해 개발된 척수손상치료제로 임상허가
를 받았다.

#### 일본
미국의 인간복제금지법안이 부결되었던 해와 같은 해인 1997년 일본에서는 과학기술회의 생명윤리위원회가 설치되었다. 내각총리대신 자문기구인 과학기술회의 산하 생명윤리위원회가 설치되었다. 2000년 4월 일본의 생명윤리위원회에서 제출한 '인간에 관한 복제기술 등의 규제에 관한 법률'은 승인되었다.

#### 독일
독일은 1984년 연방법무성 산하에 `벤다위원회'를 설치하여 인공수정에 대한 문제점을 검토하였다. 그 후 1990년에는 '수정란보호법'을 제정하여 다른 사람과 동일한 유전정보를 갖는 수정란의 생성을 금지하였다.2004년 우리나라의 사람 줄기 세포 복제 성공에 대해서는 난치병 치료에 획기적 발판이 마련되었다는 평가를 하였지만 인간복제에 대한 우려의 기사에 더 중점을 두어 발표하였다.

#### 영국
1982년 `생명윤리에 관한 영국정부위원회'를 설립하였다. 1990년에 수정란의 조작과 사용 및 핵치환을 금지한 `인간의 수정과 발생에 관한 법'을 제정하였다. 2009년에는 체세포 복제에 대하여 영국 국가기관의 승인을 받아 2건의 연구가 진행하고 있다.

## 같이 보기
- 유전자 변형 생물
- 황우석